# Zlatá srnčí trofej
Zlatá srnčí trofej je vrcholnou mysliveckou soutěží pro mládež, kterou vyhlašuje Českomoravská myslivecká jednota pro členy mysliveckých kroužků, pro členy ostatních přírodovědných kroužků (při ZŠ, DDM) a pro jednotlivce, kteří mají zájem o myslivost, přírodu a její ochranu.
Soutěž je rozdělena do dvou věkových kategorií:
- Kategorie A pro žáky/ně 3. – 5. tříd ZŠ včetně
- Kategorie B pro žáky/ně 6. – 9. tříd ZŠ včetně

Probíhá ve třech kolech:
Místní kolo probíhá v kroužcích, ve školách či DDM, obsahuje krátký vědomostní test a praktickou poznávací stezku s mysliveckými a botanickými exponáty.
Okresní kolo pořádá OMS ve spolupráci se ZŠ, DDM a ostatními přírodovědnými organizacemi. Je otevřené pro všechny zájemce o myslivost a ochranu přírody. Obsahuje vědomostní test a praktickou poznávací stezku v přírodě s mysliveckými a botanickými exponáty (předměty praktické myslivosti, pobytové stopy zvěře, stromy, keře a byliny). Vítěz okresního kola postupuje do národního kola, obdrží příspěvek na úhradu pobytu od OMS a ČMMJ. V případě absence postupuje své místo dalšímu soutěžícímu v pořadí. Zcela výjimečně může OMS delegovat soutěžícího na základě prokázané úrovně znalostí bez organizování okresního kola.
Národní kolo je vyvrcholením soutěže a postupuje do něj z každého OMSu vítěz okresního kola. Automaticky do něj postupují soutěžící umístění na prvních třech místech v předešlém ročníku. Národní kolo je otevřené pro všechny zájemce o myslivost a ochranu přírody. Probíhá formou soustředění, jehož náplní jsou vycházky do přírody spojené s praktickou výukou myslivosti a ochrany přírody, dílčí praktické soutěže, sportovní turnaje, společenské a zábavné, sociální hry, testy zručnosti, kvízy a základy tábornictví. O vítězi rozhoduje náročný teoretický test a praktická poznávací stezka.

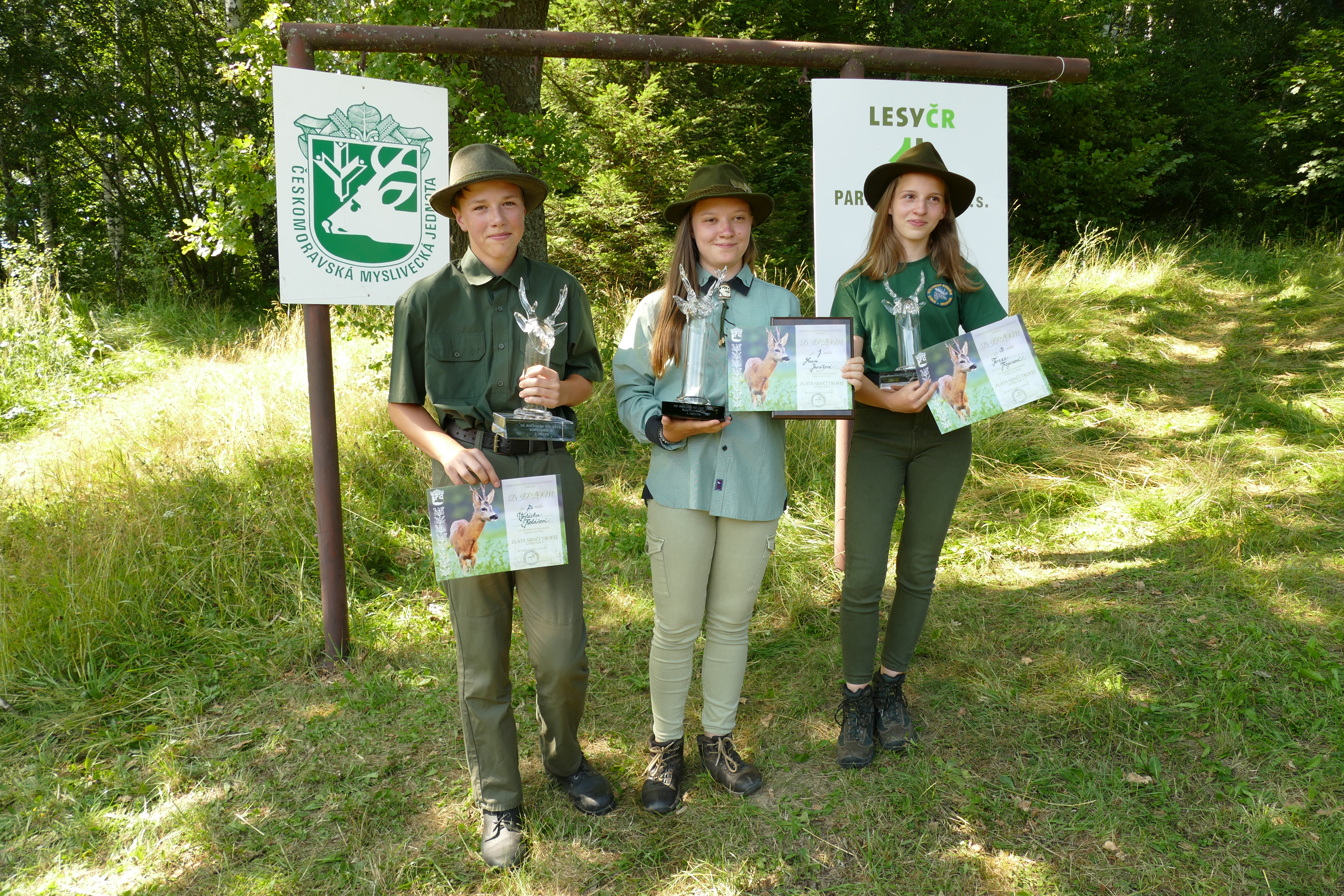
Vítězové kategorie B z roku 2021

Harmonogram soutěže:
místní kola: duben – květen
okresní kolo: duben – květen
národní kolo: červenec – srpen